# RQ-20美洲獅無人機
RQ-20美洲獅無人機（英語：AeroVironment RQ-20 Puma）是一款由宇航環境公司研製的小型手動發射無人機，主要透過電光和紅外攝像機進行監視和收集情報。

## 發展

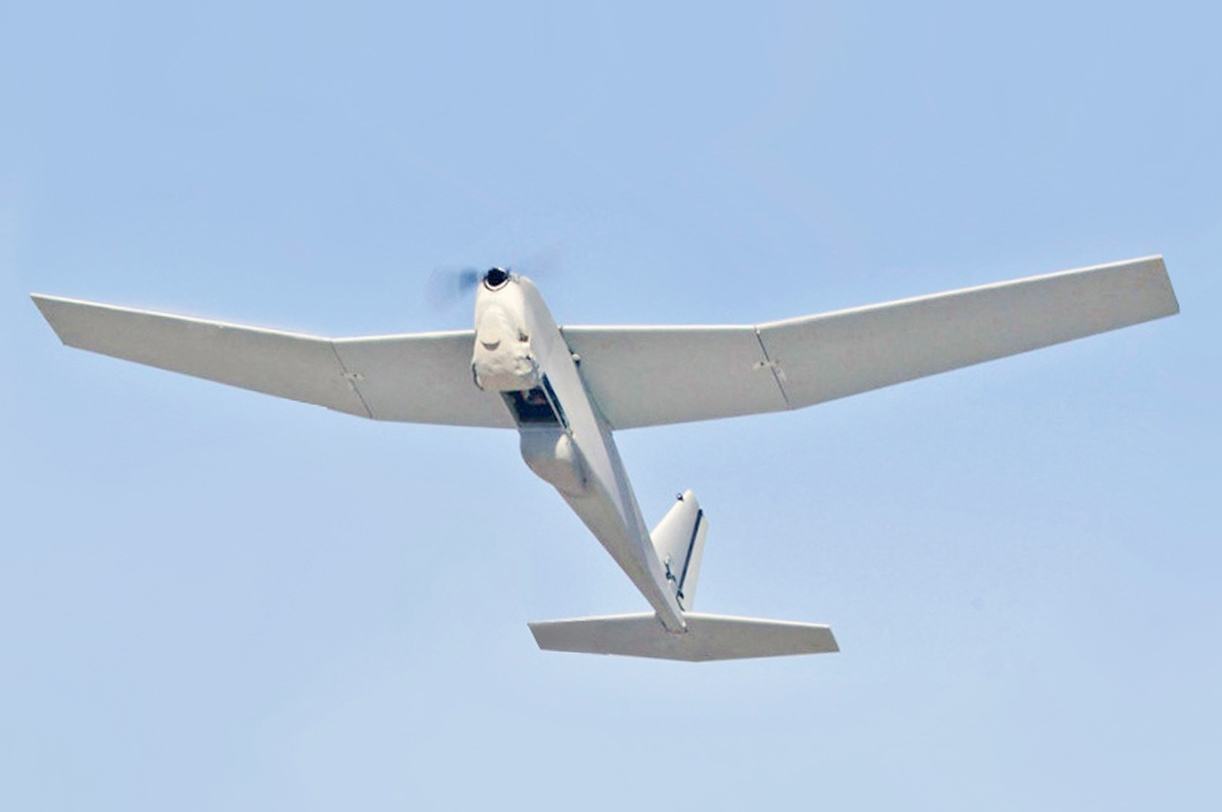
RQ-20

2008年，美國特種作戰司令部將其作為新型無人機。2012年3月，美國陸軍訂購Puma All Environment，並指定為RQ-20A。美國海軍陸戰隊和美國空軍隨後也於4月下訂。
2013年7月26日，Puma成為首批獲得美國聯邦航空總署認證的無人駕駛飛行器。2014年6月8日，Puma AE在阿拉斯加普魯德霍灣為英國石油公司進行了首次飛行，這也是首次授權的無人機商業飛行。
2014年11月，英國在M80短劍匿蹤快艇試飛船上測試了與Puma AE相容的ISR（情報、監視和偵察）。截至2021年，英國海軍在第700海軍航空中隊部署12套系統。

2016年1月20日，土耳其陸軍發現並掠奪了庫德斯坦工人黨的RQ-20，根據推測，庫德斯坦的無人機應該是由敘利亞的特務機關提供。
2016年8月，宇航環境公司宣佈美國海軍已在導彈驅逐艦上測試並部署了RQ-20B美洲獅，該機主要部署於波斯灣的海軍巡邏艇。
2018年，Puma獲得商業認證，使其能在阿拉斯加的大部分地區飛行。雖然一次只允許一架此類飛機在空中飛行；並且不能在雲層以及結冰地區飛行，同時風速過大的時候也無法起降。2021年12月，美國為伊拉克的庫德敢死軍撥款500萬美元。
2022年4月1日，在俄羅斯入侵烏克蘭期間，美國宣佈向烏克蘭提供3億美元的軍事援助計劃，其中包括Puma無人機。 Oryx報道稱，截至2023年9月19日，俄羅斯軍隊已經擊落了至少10架該型無人機。

### 配置
每套軍用RQ-20A系統都配備三架偵察機以及兩座地面指揮站。Puma AE可以在-20至120 °F（-29至49°C），風速高達25節（29英里/小時；46公里/小時），每小時降雨量為一英寸（25.4毫米/小時）的情況下執行任務。Puma的最高速度為每小時45英里，續航里程超過10英里，續航時間超過2小時。同時該無人機攜帶了一系列感測器，包括50倍的光學變焦，能將視訊實時同步到地面觀測站。

## 型號
RQ-20A Puma
Puma All Environment的軍用版本
Enhanced Puma
RQ-20A Puma AE的升級版本。對動力系統以及電池系統進去升級，使其續航能力達到3.5小時。同時有效載荷能力也提升，並能攜帶相機和GPS精確導引系統。機身則進行重新設計，加強機身結構強度和改善氣動力學。
Solar Puma
採用太陽能電池的Puma AE，續航能力提升到9小時
RQ-20B
Block 2 Puma AE, 動力系統又進行動力提升以及輕量化的處理，採用慣性導航系統，改善使用介面並採用全新的全環境Mantis i45 gimbal感測器套件
LRTA Puma
升級了遠端追蹤天線(LRTA)，使探測距離增加到60km (37.28 miles)
Puma LE (Long Endurance)
航程升級版，續航時間達到5.5小時
Puma 3 AE
海軍使用的版本，能於海上以及陸上降落

## 使用國家
阿尔巴尼亚

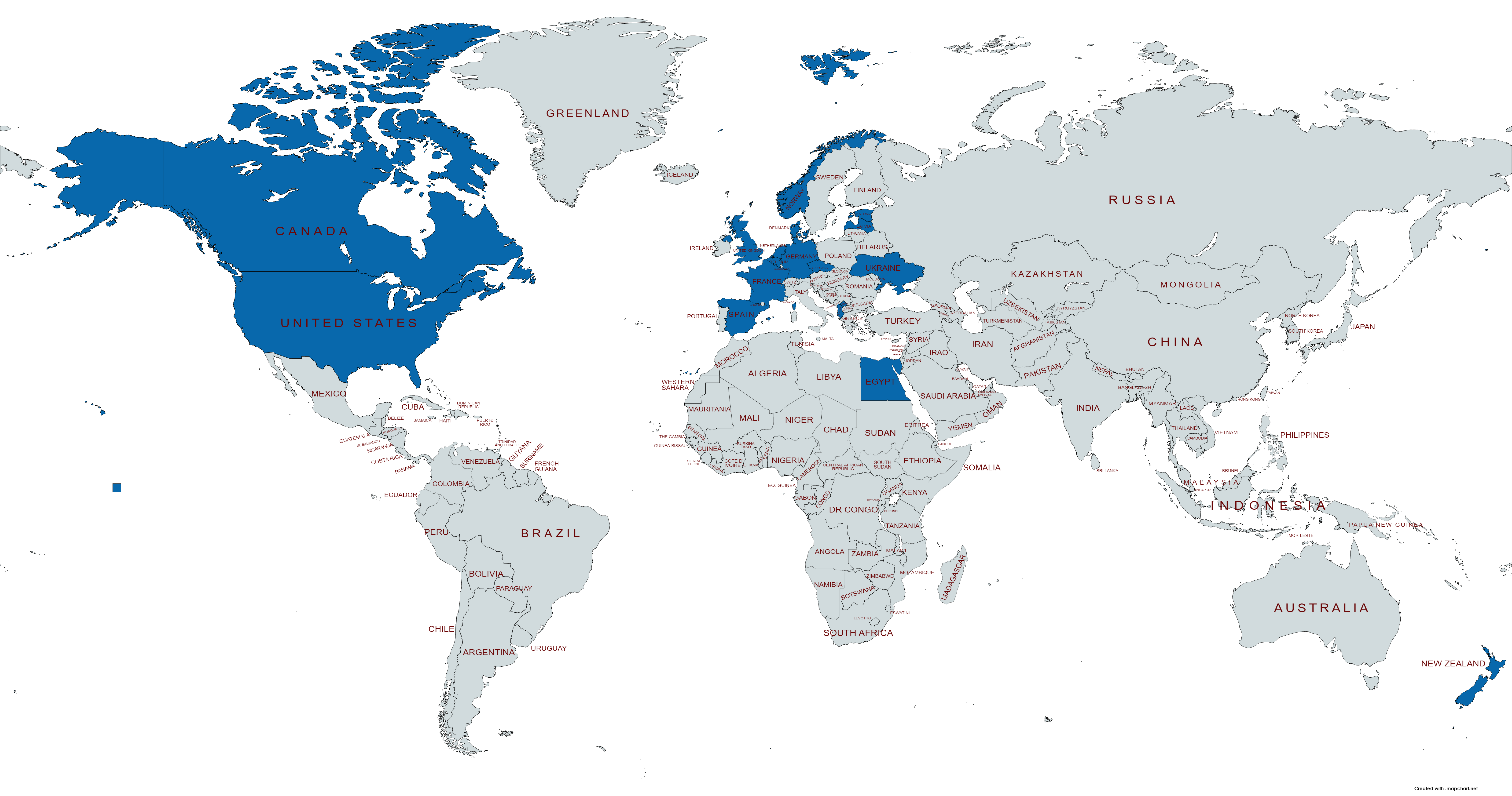
地圖中藍色的國家為使用國

- 阿爾巴尼亞武裝部隊 - 根據外國軍事銷售制度購買的6架RQ-20B，第一架於2021年9月交機[24][25]

 比利时
- 比利時陸軍（英语：Belgian Land Component）-於2017年跟美軍租借[26]

 加拿大
- 加拿大陸軍 - 數量不詳[27]
- 加拿大皇家海軍 -12架皆部署於京斯頓級海岸防衛艦（英语：Kingston-class coastal defence vessel）

- 空中警衛隊（英语：Air Vigilance Service） - 6架Puma AE[28]

 捷克
- 捷克軍事 - 2018年購買了1套RQ-20A Puma，並於2022年增購4套Puma 3 AE[29][30]

 丹麦
- 丹麥皇家陸軍 -Puma AE[31]，並於2016年升級成Puma AE II

 埃及
- 埃及陸軍 - RQ-20B Puma AE II[32][33]

 爱沙尼亚
- 愛沙尼亞陸軍（英语：Estonian Land Forces） -於2018年購買數量不詳的RQ20B Puma AE II[34]

 法國
- 法國海軍突擊隊 -於2017年購買數量不詳的Puma AE，並於2020年增購[35][30][29]

 德国
- 德國海軍- 3套RQ-20B Puma AE II[36]

 希腊
- 希臘陸軍 - 於2017年購買數量不詳的RQ20B Puma AE II，於同年9月交付[37]

 科索沃
- 科索沃警衛部隊（英语：Kosovo Security Forces） - 4 架Puma[38]

 拉脫維亞
- 拉脫維亞陸軍（英语：Latvian Land Forces） - 3套RQ-20A Puma[39]

 荷蘭
- 荷蘭皇家憲兵隊[40][41]

 新西兰
- 紐西蘭陸軍 - 一架高階 AeroVironment Puma[42]

 挪威
- 挪威陸軍 - 於2018-2919年間陸續購置Puma AE[43]

 菲律賓
- 菲律賓海軍陸戰隊 -8架Puma AE[來源請求]

 西班牙
- 西班牙陸軍（英语：Spanish Army） - Puma AE.[30]

 瑞典
- 瑞典陸軍- Puma AE[29]

 土耳其
- 土耳其陸軍- 於2016年購買30架Puma 3 AE[44][45][46]

 英国
- 艦隊航空隊[47][48][49]

 美国
- 美國特種作戰司令部
- 美國陸軍 – 325 套系統，每步兵連一套，每旅18套[50]
- 美國海軍陸戰隊
- 美國海軍
- 美國空軍
- 美國國家海洋暨大氣總署[51]

 乌克兰
- 烏克蘭武裝部隊[52][53]

 伊拉克庫德斯坦
- 庫德敢死軍

## 外部連結
- 维基共享资源上的相關多媒體資源：RQ-20美洲獅無人機